# Winx Club
Winx Club, är en italiensk anime, skapad av Iginio Straffi och samproducerad av Rainbow SpA och Nickelodeon. Winx Club handlar om de sex tonårsfeerna Bloom, Stella, Flora, Tecna, Musa och Layla som går på skolan Alfea. Med hjälp av lärarna och rektorn Faragonda lär de sig ständigt nya trollformler för att kunna hålla den magiska dimensionen säker ifrån giriga varelser som de onda Trixhäxorna Icy, Darcy och Stormy.

## Huvudkaraktärer
- Bloom: Eldfe och ledaren för Winx Club.
- Stella: Hennes magi härrör från solen, månen och stjärnorna.
- Flora: Naturens fe. Hennes magi gör att hon kan skapa, kontrollera och kommunicera med växter, vegetation och jordens element.
- Tecna: Hennes magi är teknomagi. Hon kan prata med och interagera med alla typer av maskiner och elektronik.
- Musa: Hon har makten att skapa kraftfulla ultraljudsvågor och skapa solida barriärer av ljud.
- Aisha: Hon har makten att skapa och kontrollera vatten.

## Spin-off
- World of Winx är en spin-off av serien, premier 2016.Det handlar om Winx club reser till jorden på hemligt uppdrag.[4]  26 episoder visas på Netflix.[5]

- Fate: The Winx Saga är en tonårsdrama som är icke tecknad och inspirerat av Winx Club. Visas på Netflix premier 2021.